# Regi Lagni
I Regi Lagni sono un reticolo di canali rettilinei, perlopiù artificiali, il cui bacino si estende in un'area di 1095 km² in 99 comuni della città metropolitana di Napoli e delle province di Caserta, Avellino e Benevento. Il suo bacino conta un numero di abitanti equivalenti (sia d'ambito civile sia industriale) pari a circa 2796360.

## Etimologia
La designazione "lagni", generalmente attribuita a una deformazione dell'idronimo "Clanio", sembra essere in realtà la forma generalmente assegnata in area campana a corsi d'acqua contraddistinti da caratteristiche ricorrenti, a sua volta rientrante in un'antica designazione idronimica che ha riguardato l'intera penisola. In questo modo sarebbe il Clanio a essere un lagno  per caratteristiche sue proprie e non i lagni (anche quando poco noti) a dovere il nome al Clanio. In questa prospettiva il nome "lagni" appare compatibile, in chiave storico-linguistica, con "Clanio", anticamente Clanis, essendone un'evoluzione pienamente possibile nell'area di pertinenza.

## Storia
I Regi Lagni sono frutto di un'opera di canalizzazione e bonifica idraulica avviata, durante il predominio spagnolo in Italia, dal viceré di Napoli Pedro Fernández de Castro nel 1610 e terminata nel 1616, per porre fine ad un problema che da secoli attanagliava la Campania Felix: le frequenti inondazioni del fiume Clanio che tormentavano le popolazioni locali e impedivano lo sviluppo urbanistico sin dall'epoca pre-romana. Il primo lagno costruito fu il "Lagno Vecchio".
Classificati ai sensi del d.lgs. 11 maggio 1999, n. 152 come corpo idrico artificiale, nel XXI secolo la Regione Campania, con la delibera di giunta regionale numero 1344 del 6 agosto 2009, ha stanziato 50 milioni di euro per un piano d'azione di chiusura o risanamento ambientale e riqualificazione dei Regi Lagni. Al 2010 molti dei canali sono stati chiusi o bonificati.

## Caratteristiche
I Regi Lagni raccolgono acque piovane e sorgive convogliandole dalla pianura a Nord di Napoli per oltre 56
km da San Vitaliano e Nola verso Marigliano, Acerra, Brusciano, Pomigliano d'Arco, Afragola, Giugliano in Campania e quindi al mare, tra la foce del Volturno e il lago di Patria,  sono profondi circa 140-200 cm estendendosi lungo 110 000 ettari pianeggianti dalle grandi qualità agrarie delimitati a nord-ovest dal litorale domizio e dal bacino del Volturno, a sud-est dall'area casertano-nolana e a sud-ovest dai Campi Flegrei.
La qualità delle sue acque è inquinata, come descritto nell'allegato 1, quanto segue:
La presenza di microinquinanti, di sintesi e non di sintesi, è in concentrazioni da gravi effetti a breve e lungo termine sulle comunità biologiche associate al corpo idrico di riferimento.»

## Comuni attraversati
- Agro nolano-Mandamento baianese-Vallo di Lauro: Avella, Baiano, Camposano, Carbonara di Nola, Casamarciano, Cicciano, Cimitile, Comiziano, Domicella, Lauro, Liveri, Mariglianella, Marigliano, Marzano di Nola, Moschiano, Mugnano del Cardinale, Nola, Palma Campania, Pago del Vallo di Lauro, Quadrelle, Quindici, Roccarainola, San Gennaro Vesuviano, San Paolo Belsito, San Vitaliano, Saviano, Scisciano, Sirignano, Sperone, Taurano, Tufino, Visciano.
- Acerrano-Giuglianese: Acerra, Afragola, Brusciano, Caivano, Calvizzano, Casalnuovo di Napoli, Casandrino, Casoria, Castello di Cisterna, Grumo Nevano, Giugliano in Campania, Mugnano di Napoli, Pomigliano d'Arco, Sant'Antimo, Villaricca.
- Area casertana: Arienzo, Arpaia, Aversa, Cancello e Arnone,   Capodrise, Capua, Carinaro, Casal di Principe, Casaluce, Casapesenna, Castel Volturno, Cesa, Casagiove, Casapulla, Caserta, Cervino, Curti, Frignano, Grazzanise, Gricignano di Aversa, Lusciano, Macerata Campania, Maddaloni, Marcianise, Orta di Atella, Parete, Portico di Caserta, Recale, San Marco Evangelista, San Nicola la Strada, San Prisco, San Tammaro, Santa Maria Capua Vetere, San Cipriano d'Aversa, San Marcellino, Santa Maria la Fossa, Sant'Arpino, San Felice a Cancello, Santa Maria a Vico, Succivo, Teverola, Trentola-Ducenta, Villa di Briano, Villa Literno .[6]